# Vilém Pelly

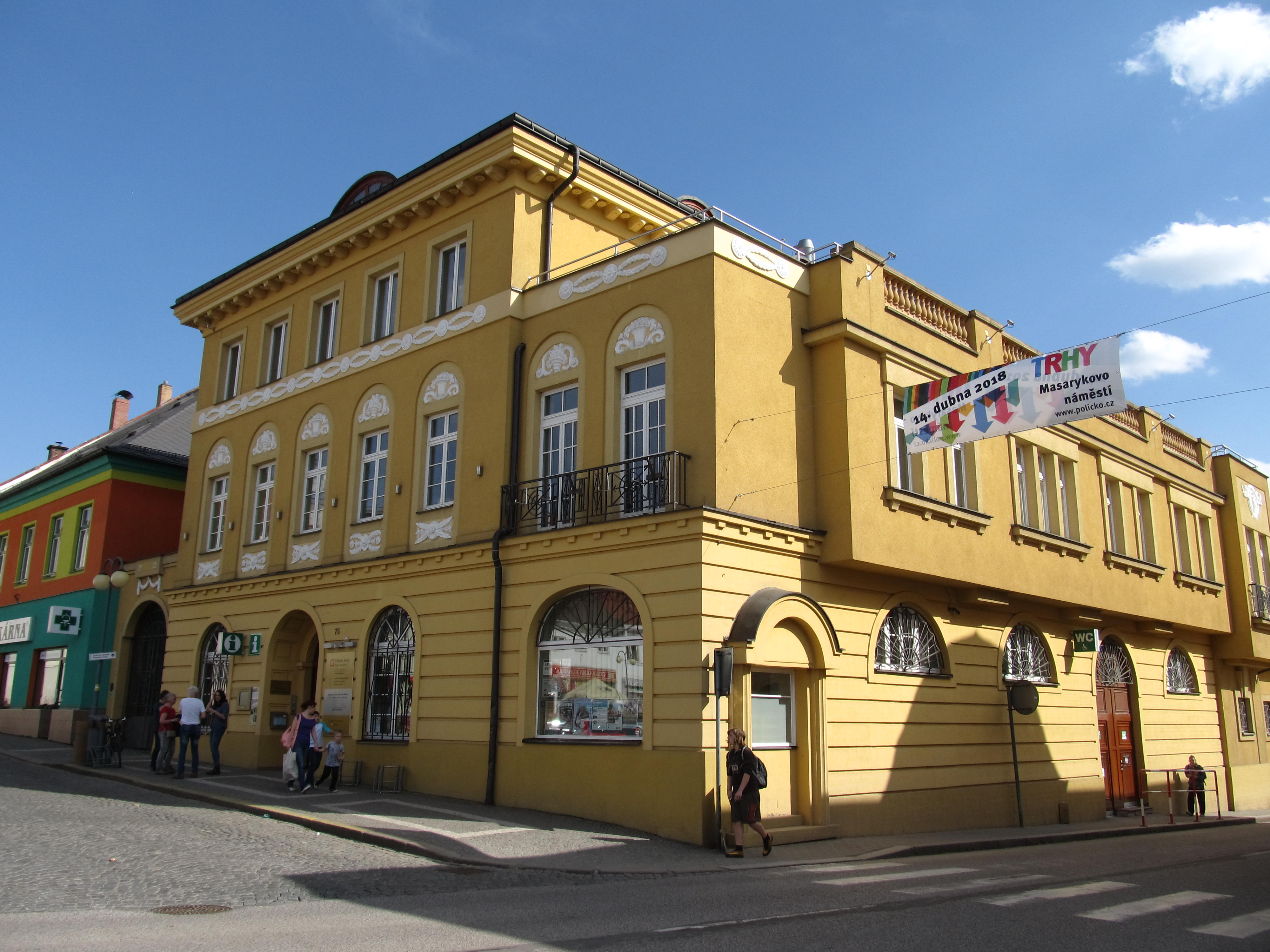
Pellyho domy v Polici na Masarykově náměstí

Vilém Pelly (20. prosince 1849, Police nad Metují – 26. března 1939, Mělník) byl český podnikatel, zakladatel textilního průmyslu v Polici nad Metují. Z kupeckého příručího a výrobce likérů se vypracoval na nejvýznamnějšího průmyslníka v Polici nad Metují, kde byl také třikrát starostou a proslul i jako štědrý mecenáš. Přestavěná likérka na náměstí (Pellyho domy) tvoří výraznou dominantu polického náměstí a slouží potřebám města.

## Podnikatel
Vilém Pelly pocházel z rodiny italského vojáka Francesca Belliho, který se za napoleonských válek dostal na Policko, oženil se zde a založil rodinu. Jeho otec Josef Pelly/Belly (1824–1876) byl mlynářem a krupařem a oženil se s Vilemínou Vítovou, původem z České Skalice. Vilém Pelly se rodičům narodil 20. prosince 1849 v Polici nad Metují v Hořejší ulici, v domě čp. 28. V Polici však rodina dlouho nezůstala, neboť se v roce 1851 přestěhovala do mlýna v Maršově, který zakoupila. Další stěhování přišlo o osm let později, a to do mlýna v Roztokách mezi Jaroměří a Novým Městem nad Metují. Krátce na to se rodina vrátila do Police. Vilémův otec Josef se věnoval se krupařství (prodeji mouky a obilnin) a později i výnosným obchodem s dřívím a semeny. V roce 1867 koupil dům na náměstí čp. 76 a podklášterní mlýn.
Vilém se mezitím vyučil kupeckým příručím v Novém Městě nad Metují a získal zkušenosti s výrobou likérů. V roce 1870 převzal od otce dům na náměstí a zahájil vlastní výrobu likérů. V první polovině 90. let 19. století výrazně zbohatl díky oblibě poutí k mariánskému poutnímu místu v Suchém Dole.
V roce 1895 rozšířil své podnikání o textilní výrobu a vybudoval přádelnu bavlny, kde kvůli vysokému odbytu kvalitní příze musel zavést i noční směny. K rozšíření provozu došlo počátkem 20. století, kdy vybudoval cihelnu a tkalcovnu. V Polici a okolí skupoval pozemky a další nemovitosti, které přizpůsoboval svým podnikatelským záměrům, v roce 1906 absolvoval s dcerou Vilemínou studijní cestu po Evropě, v roce 1911 zaměstnával 500 dělníků. Po krizi během první světové války následovalo období konjunktury za první republiky a v letech 1922–1923 došlo k dalšímu rozšíření provozu, firma se zaměřila na produkci froté výrobků. Své nemovitosti na polickém náměstí nechal v letech 1928–1931 přestavět na reprezentativní budovu (Pellyho domy) podle projektu Aloise Dryáka.

## Starosta a mecenáš
Jako úspěšný podnikatel se stal i významnou osobností Police. V letech 1892–1895 a 1899–1906 byl starostou, kromě toho se zapojil i do spolkových aktivit, byl zakládajícím členem a starostou Sboru dobrovolných hasičů (1904), působil také v Sokolu nebo v divadelních spolcích. Finančně podporoval místní chudinu nebo stavbu nové školy, na vlastní náklady nechal vysázet městskou zeleň, později věnoval desetitisíce cihel na vybudování Kolárova divadla (1938–1940). V roce 1922 po něm byla pojmenována ulice k pivovaru (dnešní ulice 17. listopadu). Již v roce 1899 obdržel čestné občanství města Police.
Vilém Pelly zemřel v Mělníku 26. března 1939 ve věku nedožitých devadesáti let. Jeho pohřeb se konal v Polici za početné účasti místních občanů.

## Rodina a osudy podniku po smrti Viléma Pellyho
V roce 1875 se oženil s Františkou Bernhardovou (1853–1923), dcerou Kristiána Bernharda, nájemce hostince na náměstí. Z jejich manželství pocházelo pět dětí, dospělého věku se dožily tři. Po úmrtí Viléma Pellyho převzali podniky syn Vilém Pelly mladší (1880–1942) a dcery Františka, provdaná za textilního podnikatele Aloise Menčíka, a Vilemína, manželka polického lékaře MUDr. Otakara Schimmera (1868–1909), který byl krátce též starostou v Polici (1907–1908). Po úmrtí Viléma Pellyho mladšího převzala správu jeho sestra Vilemína. Krátce nato v roce 1942 byla z Pellyho podniků vytvořena akciová společnost a do jejího vedení vstoupili dva Němci. Díky německé účasti ve správě Pellyho podniků byla na ně již v červenci 1945 uvalena národní správa. Společnost byla začleněna do národního podniku Východočeské bavlnářské závody, později národní podnik Meta. Bývalá firma Vilém Pelly je dnes součástí broumovské společnosti Veba, a. s., závod v Polici je zaměřen na výrobu damašku a froté zboží.
Pellyho domy na náměstí byly rodině zkonfiskovány až v roce 1948 a poté v nich bylo umístěno ředitelství národního podniku Meta. V rámci restitucí byly nemovitosti v roce 1992 vráceny potomkům Viléma Pellyho, ti je vzápětí prodali městu. Po rekonstrukci v letech 2005–2007 slouží komplex potřebám města (společenský sál, knihovna, informační centrum, veřejná jídelna).